# (3271) Ul
(3271) Ul – planetoida z grupy Amora okrążająca Słońce w ciągu 3 lat i 18 dni w średniej odległości 2,1 j.a. Została odkryta 14 września 1982 roku w Obserwatorium La Silla przez Hansa-Emila Schustera. Nazwa planetoidy pochodzi od Ul, ducha nocy i Księżyca w mitologii ludu Vanuatu. Nazwa została zaproponowana przez F. Pilchera. Przed jej nadaniem planetoida nosiła oznaczenie tymczasowe (3271) 1982 RB.